# Palacio de Vellosillo
El Palacio de Vellosillo es un edificio postherreriano de planta casi cuadrada, en cuya construcción se empleó la mampostería, el sillar, el adobe, la madera y la teja árabe, materiales típicos de la localidad en que se encuentra: Ayllón, provincia de Segovia, España. Fue declarado bien de interés cultural el 1 de marzo de 1974.

## Descripción
La sillería se utilizó en la superficie que se extiende entre los dos balcones centrales de la fachada, en los contornos de los huecos y en las esquinas; la mampostería en el resto; el adobe en algunos paramentos internos. La puerta de ingreso se abre a un zaguán que, por su lado derecho, se comunica con el patio; cuatro columnas toscanas en los ángulos, sostienen la galería de madera a la que se asciende por una escalera de piedra de doble tramo, cerrada en la caja de la fábrica. En torno al patio se disponen las habitaciones. Los forjados de la planta baja tienen vigas con bovedillas y los superiores de armadura de madera. La ornamentación se reduce a los escudos y lambrequines de los mismos, manteniendo en general un aspecto sobrio. Su construcción se atribuye al obispo Fernando Vellosillo, nacido en 1515.